# Форт Санта-Агеда
Форт Санта-Агеда (англ. Fort Santa Agueda) — бывшая военная крепость на острове Гуам (США). Расположена в столице острова Хагатне на Гуамской автомагистрали № 7.

## История

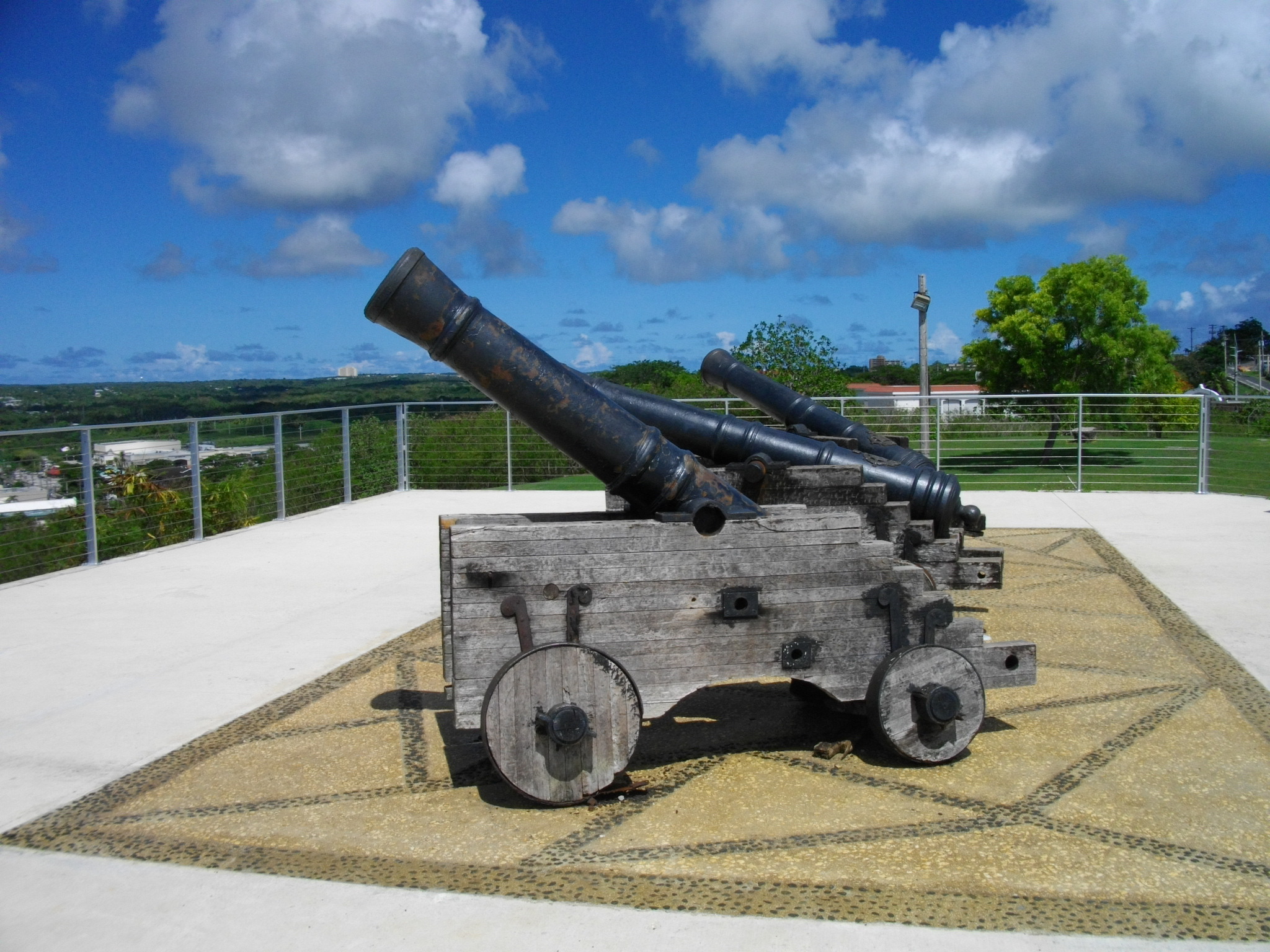
Пушка в форте Санта-Агеда

Форт Санта-Агеда датируется примерно 1800 годом, построен во время правления испанского губернатора Мануэля Моро (1784–1802). Это был незамкнутый форт с парапетом из кораллового камня и известкового раствора, возвышавшийся примерно на 3,0 м над крутым склоном холма. Он внесен в Национальный реестр исторических мест США как единственное сохранившееся укрепление испанской эпохи в Хагатне.
Форт был упомянут в 1802 году офицером американского китобойного судна, который записал, что в форте было семь орудий и десять человек, и что форт дал салют, когда губернатор вошёл в новую церковь в Агане (ныне Хагатна). Русский мореплаватель Отто фон Коцебу в 1817 году отметил, что в крепости было всего несколько пушек. К 1887 году форт разрушился и до 1933 года использовался американцами как сигнальная станция. Во время Второй мировой войны японские оккупационные войска переоборудовали форт в огневую точку.
В 1960 году форт стал парком, а в 1974 году был внесен в Национальный реестр исторических мест.